# 바이킹스 (드라마)
《바이킹스》(Vikings)는 마이클 허스트가 기획하고 각본을 맡은 히스토리 채널의 시대극 드라마이다. 아일랜드에서 촬영했고, 2013년 3월 3일 캐나다에서 처음 공개됐다.